# Lisa Niemi
Lisa Niemi, właśc. Lisa Haapaniemi (ur. 26 maja 1956 w Houston) – amerykańska aktorka, reżyserka, scenarzystka i producentka.
Od 1975 była żoną amerykańskiego aktora Patricka Swayze, aż do jego śmierci w 2009. 25 maja 2014 w Palm Beach poślubiła jubilera Alberta DePrisco.

## Filmografia

### jako aktorka
- 1987: Stalowy świt (Steel Dawn)
- 1987: Morderczy korowód (Slam Dance)
- 1988: Ona będzie miała dziecko (She's Having a Baby)
- 1990–1992: Super Force (1990–1991)
- 1992: Uniknąć śmierci (Live! From Death Row)
- 1993: Younger and Younger
- 2003: Ostatni taniec
- 2004: Beat Angel

### jako producent
- 2003: Ostatni taniec

### jako reżyser
- 2003: Ostatni taniec
- 2009: Bestia odc. My Brother's Keeper